# Athos Tanzini
Athos Tanzini (Livorno, 30 gennaio 1913 – Malindi, 28 settembre 2008) è stato uno schermidore italiano, specializzato nella sciabola. Ha vinto una medaglia d'argento nella scherma alle Olimpiadi di Berlino del 1936.
Grande sciabolatore, appartiene all'ultima dinastia di schermidori cresciuti alla scuola del Maestro Beppe Nadi presso il Circolo Scherma Fides di Livorno, una delle sale schermistiche più antiche e rinomate del mondo.

## Palmarès

### Risultati élite
In carriera ha ottenuto i seguenti risultati:
Giochi olimpici
Individuale
A squadre
- Argento nella sciabola a Berlino 1936